# スケートをする牧師
『ドゥッディングストン湖でスケートをするロバート・ウォルカー師』（原題: The Reverend Robert Walker Skating on Duddingston Loch）とはヘンリー・レイバーンによって描かれたとされる油彩による絵画作品。一般には短く『スケートをする牧師』という名称で知られる。エディンバラにあるスコットランド国立美術館に所蔵されている。1949年までは知名度の低い絵画であったが、現在ではスコットランドの著名な絵画として知られている。スコットランドの黄金時代であるスコットランド啓蒙期に描かれたこの作品はスコットランド文化の象徴的作品とみなされている。

## ロバート・ウォーカー
この作品に描かれた人物はスコットランド国教会の牧師であるロバート・ウォーカーである。ウォーカーは1755年4月30日現在のサウス・エアシャー、モンクトンに生まれた。ウォーカーが子供のころ、父親はロッテルダムのスコットランド教会で牧師をしており、ウォーカーはそのころにオランダの凍った運河でスケートを覚えたと考えられている。ウォーカーは1770年に15歳でエディンバラ・プレスビテリのメンバーとなり、1778年には結婚、5人の子供をもうけている。1779年にはスコットランドの近衛兵部隊、ロイヤル・カンパニー・オブ・アーチャーズの一員となり、1798年には従軍牧師に着任している。
彼はキャノンゲイト教区の牧師であり、また世界で最初に結成されたフィギュアスケートクラブであるエディンバラ・スケーティング・クラブのメンバーでもあった。クラブの活動は『スケートをする牧師』の舞台となったダディンストン湖やロックエンド湖で行われた。

## 作者についての論争
2005年3月、スコットランド国立肖像画美術館のキュレーター、スティーブン・ロイドはこの作品はヘンリー・レイバーンの手によるものではなく、フランス人画家、アンリ＝ピエール・ダンルーの作品であるという見解を示した。ダンルーはフランス人であるが作品が制作された1790年代、そのときにエディンバラに滞在している。これを受けて作品を所蔵するスコットランド国立美術館は作品の解説を「近年の研究によればアンリ＝ピエール・ダンルーの作品の可能性がある」と書き換えた。以前からヘンリー・レイバーンの作品ではないという説はたびたびなされていたが、ロイドの研究報告、すなわちスコットランド文化の象徴的作品がスコットランド人の手によるものではないという説の衝撃は大きかった。ザ・ヘラルドでは、「もし仮に、ショーン・コネリーが実はイングランドの人間だったと知ったらどうする？」とこの衝撃を例えている。
しかしながら2005年にニューヨークで行われたタータン・ウィークのため『スケートをする牧師』が貸し出されている。タータン・ウィークはスコットランドが独立した王国であることを言明したアーブロース宣言に由来する重要なイベントである。レイバーンの研究家で元スコットランド国立肖像画美術館のキュレーター（キーパー）、ダンカン・トムソンは「タータン・ウィークのような国家的行事に国立美術館がこの絵を送ったということは、作者がレイバーンだと認めている証だろう」と語っている。
2013年にはX線による調査の結果、レイバーンの他の作品には存在する技法がこの作品には存在しないことが判明した。

## 評価・影響
スコットランドの代表的な絵画であり、「不朽の名作」「スコットランド国立美術館の最も価値のある財産の一つ」「国立美術館で最も有名な展示物」などと評価されている。またスコットランド国立美術館では『スケートをする牧師』のグッズが多数販売されており、ポストカードやスケッチブック、さらにはジグソーパズルやチョコレートといったものが商品となっている。
2004年に新築されたスコットランド議会議事堂の奇抜な形の窓は、設計を担当したエンリック・ミラージェスが『スケートをする牧師』をモチーフにデザインしている。
イギリス、ケンブリッジで結成されたエレクトロ・ユニット、クリーン・バンディットの曲「ダスト・クリアーズ」のプロモーションビデオは『スケートをする牧師』を題材としている。